# Ainomachi-dōri
L'Ainomachi-dōri (間之町通, Ainomachi-dōri) est une voie du centre-ville de Kyoto, dans les arrondissements de Nakagyō et de Shimogyō. Elle débute au Marutamachi-dōri et termine au Shichijō-dōri (ja). Elle est interrompue à deux reprises, entre Aneyakōji-dōri et Takatsuji-dōri (ja), et entre Matsubara-dōri (ja) et Manjuji-dōri (ja).

## Description

### Situation
L'Ainomachi-dōri est une rue du centre-est de l'arrondissement de Nakagyō et de l'est de celui de Shimogyō. Elle commence dans le quartier d'Ōtsu-chō (大津町) et termine dans celui de Zaimoku-chō (材木町). La rue débute au Marutamachi-dōri (丸太町通), l'une des principales artères est-ouest de la ville, et termine au Shichijō-dōri (ja) (七条通), l'une des principales artères est-ouest du sud de la ville, passant notamment par la gare de Kyoto. 3 000 mètres séparent le début de la rue à sa fin, mais elle est interrompue à deux reprises, entre Aneyakōji-dōri et Takatsuji-dōri (ja), puis entre Matsubara-dōri (ja) et Manjuji-dōri (ja). Elle suit le Takakura-dōri (ja) (高倉通) à l'est et précède le Higashinotōin-dōri (ja) (東洞院通) à l'ouest. Il s'agit de la troisième rue à l'est de Karasuma-dōri (ja) (烏丸通), sous laquelle passe le métro de Kyoto.
La circulation se fait en sens unique du nord au sud. La rue fait environ 2 000 mètres de long, séparés en trois tronçons de respectivement 850, 150 et 900 mètres chaque.

### Voies rencontrées
Du nord au sud, en sens unique. Les voies rencontrées de la droite sont mentionnées par (d), tandis que celles rencontrées de la gauche, par (g). Seules les rues ayant un nom sont listées.
1. Marutamachi-dōri (丸太町通)[1]
2. Takeyamachi-dōri (竹屋町通)[3]
3. Ebisugawa-dōri (夷川通)[3]
4. Nijō-dōri (二条通)[3]
5. Oshikōji-dōri (押小路通)
6. Oike-dōri (御池通)[3]
7. Aneyakōji-dōri (姉小路通) [interruption de la rue][3]
8. Takatsuji-dōri (ja) (高辻通) [réapparition de la rue]
9. Matsubara-dōri (ja) (松原通) [interruption de la rue]
10. Manjuji-dōri (ja) (万寿寺通) [réapparition de la rue]
11. Gojō-dōri (ja) (五条通)
12. Shimosaka-dōri (下坂通)
13. Rokujō-dōri (ja) (六条通)
14. Hanayachō-dōri (ja) (花屋町通)
15. Kamijuzuyamachi-dōri (ja) (上珠数屋町通)
16. (g) Shōmen-dōri (ja) (正面通) [aussi appelé Nakajuzuyamachi-dōri (中珠数屋町通)]
17. Shimojuzuyamachi-dōri (下珠数屋町通)
18. Shichijō-dōri (ja) (七条通)

- Sources : (ja) Université Ritsumeikan Asia Pacific (en), « 近代京都オーバーレイマップ », sur Art Research Center,‎ 2024 (consulté le 12 février 2024).

### Transports en commun
Les bus du réseau d'autobus de Kyoto (ja) ne passent par sur la rue. Les arrêts les plus proches de la rue sont sur Karasuma-dōri, à cinq minutes de marche ; les plus importants sont Karasuma-Marutamachi (烏丸丸太町《地下鉄丸太町駅》, lignes 10, 51, 65, 93, 202, 204), Karasuma-Oike (烏丸御池, lignes 15, 51, 65), Karasuma-Gojō (烏丸五条, lignes 5, 26, 43, 73, 80, Métro), Karasuma-Rokujō (烏丸六条, lignes 5, 26, 73), Karasuma-Nanajō (烏丸七条, lignes 5, 26, 73, 86, 88, 205, 206, 208, Express205) et Gare de Kyoto (京都駅前, lignes 4, 5, 6, 9, 16, 17, 19, 26, 28, 33, 42, 50, 73, 75, 78, 81, 86, 88, 205, 206, 208, Express205, Sud5, Spécial33, métro et trains).
Les stations du métro de Kyoto les plus proches sont sur Karasuma-dōri (ja), à cinq  minutes de marche : Marutamachi et Gojō, sur la ligne Karasuma, en plus de la gare de Kyoto, en correspondance avec les lignes nationales et régionales.

## Odonymie
Les caractères « 間之町 » peuvent aussi être lus « Aidanomachi ». Ils signifient « quartier entre les deux », et font référence au fait que la rue ait été insérée entre Takakura-dōri et Higashinotōin-dōri par Hideyoshi,.
La rue est nommée dans le « Teragokō » (寺御幸), la chanson des rues de Kyoto pour les rues nord-sud,.

## Histoire
Ainomachi-dōri n'existait pas à la création de la capitale impériale en 794, et apparaît en 1590 lors du réaménagement territorial de l'ère Tenshō (ja) (天正の地割, Tenshō no jiwari) par Toyotomi Hideyoshi, durant le dernier quart du XVIe siècle,. À l'époque de son ouverture, la rue s'étendait également au-delà de Marutamachi jusqu'à Demizu-dōri,. Cependant, à la suite de l'agrandissement du palais impérial après l'incendie du Hōei (ja) (宝永の大火), qui a dévasté le quartier impérial et le palais de la vieille capitale en 1708, la partie nord de la rue est supprimée,. Pour relocaliser les maisons déplacées pour l'agrandissement du palais et du jardin impérial, une nouvelle rue est ouverte de l'autre côté du fleuve Kamo dans l'arrondissement de Sakyō, le Shin'ainomachi-dōri (新間之町通), ou « nouveau Ainomachi-dōri ».

## Patrimoine et lieux d'intérêt
On retrouve quelques maisons de ville traiditionnelles sur la rue. Au nord de Nijō, la rue est principalement résidentielle, mais on y trouve plusieurs bureaux, tandis qu'au sud, plusieurs restaurants y sont situés.
À l'extrême nord de la rue, au nord de Marutamachi, se trouve le parc du jardin impérial. Juste au sud de Marutamachi, on peut trouver Yamaoka Shōten (山岡商店), un chapelier ouvert depuis 1583. Après Takeyamachi se trouve du côté ouest le « Kodomo Miraikan » (こども未来館), un centre communautaire pour enfants situé dans les locaux de l'ancienne école primaire Chikkan (ja) (京都市立竹間小学校), fermée en 1993,. Aussi au sud de Takeyamachi se trouve la résidence de la peintre Shōen Uemura (上村 松園, 1875-1949). Au nord de Nijō se trouve Nishimura Eisei Bōro (西村衛生ボーロ本舗), un confiseur ouvert depuis 1893. Au carrefour avec Oike se trouve une petite stèle commémorant la résidence d'Ariwara no Narihira (在原 業平), un important poète de waka du IXe siècle. À Aneyakōji-dōri, la rue est interrompue par l'école secondaire Rakufū (ja) (京都市立洛風中学校). 
Au sud, on y retrouve le jardin Shōsei-en (en) (渉成園) et la résidence du peintre Shōkō Uemura (ja) (上村 松篁, 1902-2001).

Quelques lieux d'intérêts
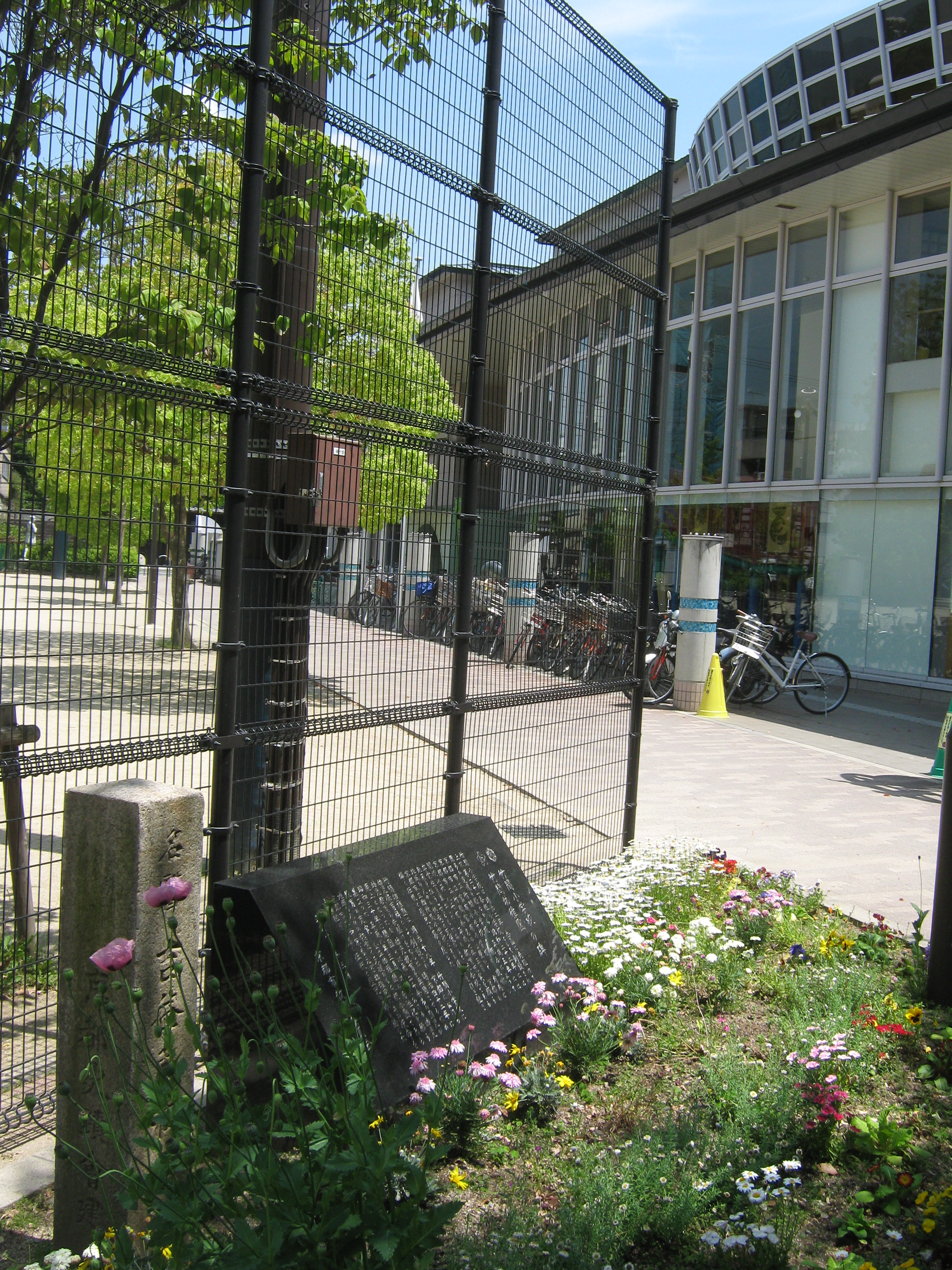
Stèle commémorant l'ancienne école primaire Chikkan
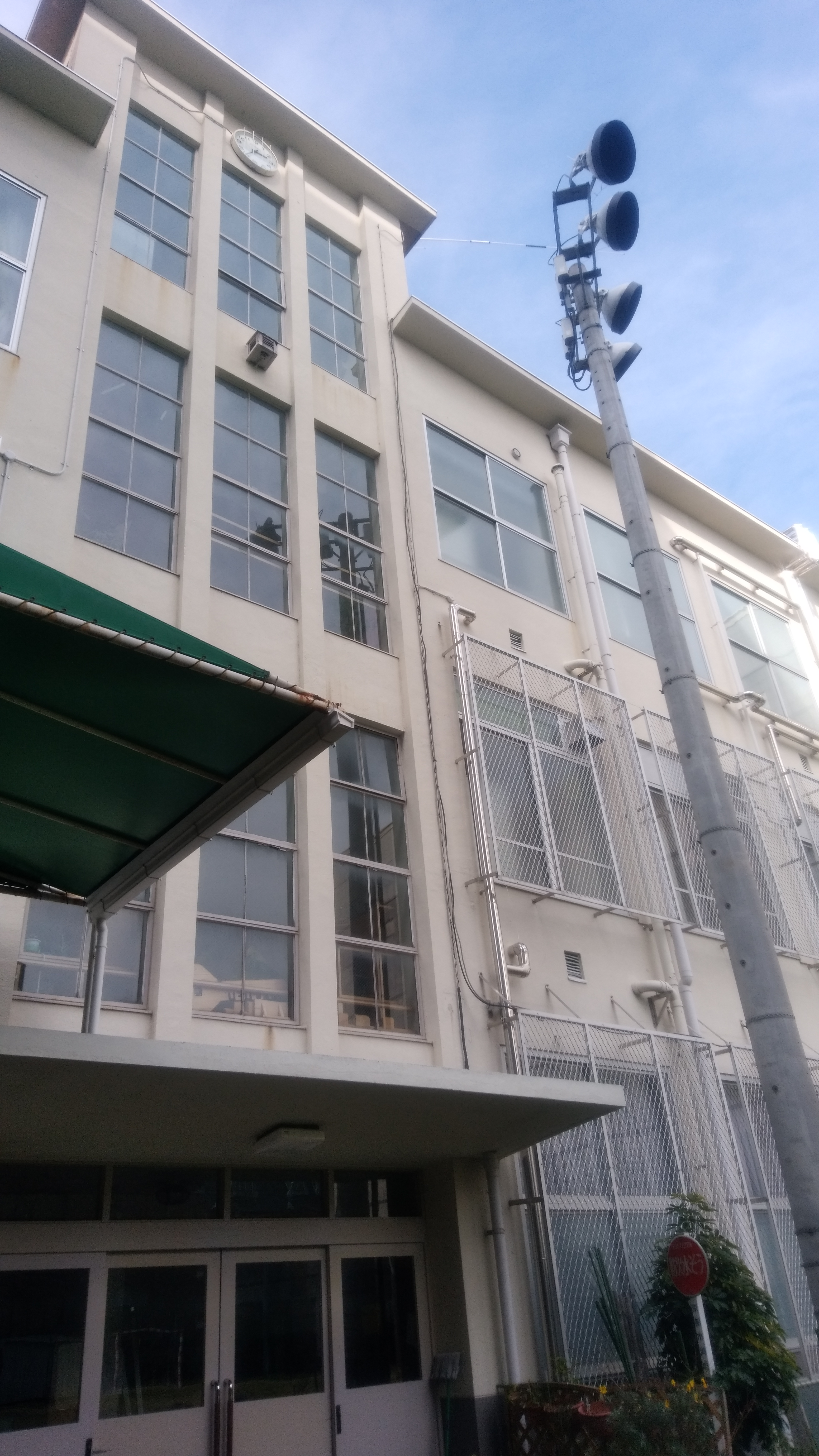
École secondaire Rakufū
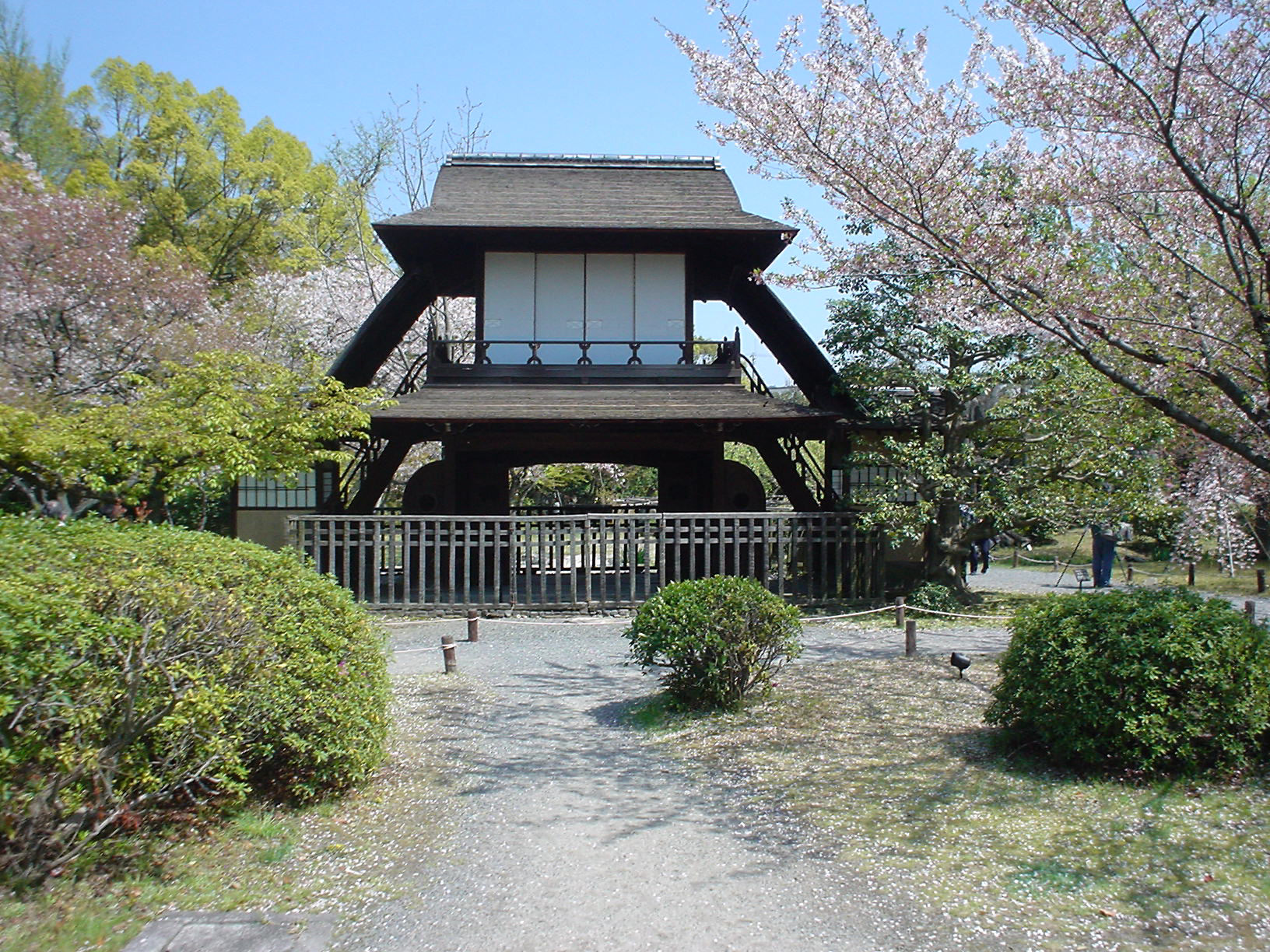
Le Shōsei-en